# Malapura, Siruguppa
Malapura là một làng thuộc tehsil Siruguppa, huyện Bellary, bang Karnataka, Ấn Độ.